# Олдрич, Нельсон
Нельсон Олдрич (англ. Nelson Wilmarth Aldrich; 1841—1915) — американский политик-республиканец.

## Биография
Родился 6 ноября 1841 года в Фостере, штат Род-Айленд.
Олдрич активно участвовал в общественной жизни Провиденса и служил в Национальной гвардии во время Гражданской войны в США.
Представлял штат Род-Айленд в обеих палатах Конгресса США, сначала в Палате представителей (1879—1881), а затем в Сенате (1881—1911); в 1899—1911 годах был председателем Финансового комитета Сената. Он был одним из ключевых республиканцев «большой четверки» (вместе с Орвиллом Х. Платтом, Уильямом Б. Эллисоном и Джоном Койтом Спунером), которые в значительной степени контролировали основные решения Сената. Как ведущий республиканский политик рубежа 1900-х годов, он был известен как «генеральный менеджер нации».
Банковская паника 1907 года привела к созданию Олдричем двухпартийной комиссии (National Monetary Commission) и принятию в 1908 году Закона Олдрича — Вриланда, по которому была создана Национальная денежная комиссия, которую возглавил и спонсировал Олдрич. В 1910 году на острове Джекилл (штат Джорджия) он провёл тайную встречу ведущих банкиров, на которой обсуждалась структура будущего центрального банка страны. Присутствовавший на встрече глава National City Bank of New York Фрэнк Вандерлип позднее в своих воспоминаниях написал:

Никто из участников встречи не чувствовал себя заговорщиком. Напротив, мы чувствовали вовлеченность в патриотическую работу, пытаясь спланировать механизм, который исправит недостатки нашей банковской системы, проявившие себя в ходе паники 1907 года. Итогом нашей встречи стал проект создания Федеральной резервной системы США— «From Farmboy to Financier» — 1935.
Серия из 30 отчётов комиссии, опубликованных в печати правительством США в 1909—1911 годах, стала основой для принятия Закона о Федеральной резервной системе 1913 года, положившего начало Федеральной резервной системе США.
Кроме того, как соавтор Закона о тарифах Пейна-Олдрича 1909 года, Олдрич способствовал снятию ограничительных импортных пошлин на изобразительное искусство, что позволило американцам ввозить очень дорогие европейские произведения искусства, ставшие основой многих ведущих музеев страны.
Нельсон Олдрич был очень активным масоном и состоял казначеем Великой ложи Род-Айленда.
Построил тщательно продуманное загородное поместье в районе Уорик-Нек в Уорик (Род-Айленд) — Aldrich Mansion (англ.). Теперь оно принадлежит римско-католической епархии Род-Айленда.
Умер 16 апреля 1915 года в Нью-Йорке. Его могила находится на кладбище в Провиденсе.
Был женат с 1866 года на Эбигейл Пирс Трумэн Чепмен, богатой женщине с впечатляющим генеалогическим деревом. Их дочь Эбби (1874—1948), стала женой Джона Дэвисона Рокфеллера; их сын, внук Нельсона Олдрича Нельсон Рокфеллер, в 1974—1977 годах был вице-президентом США.